# Indian Ink
Indian Ink è un'opera teatrale del drammaturgo Tom Stoppard, tratta dalla sua opera radiofonica In the Native State (1991) e messa in scena per la prima volta scene nel 1995.

## Trama
È il 1930 e, mentre Gandhi compie la Marcia del sale, la poetessa britannica Flora Crewe si reca in India per motivi di salute. Flora è una ragazza moderna, ha posato per Modigliani, frequenta comunisti e il suo libro A Nymph and Her Muse ha suscitata scandalo in Inghilterra per via dei suoi contenuti sessualmente espliciti. Giunta in India, comincia a provare sentimenti per il pittore che la sta ritraendo, Nirad, mentre rigetta la corte di un affascinante ma ottuso ufficiale dell'Impero anglo-indiano. Dietro al suo fascino e coraggio, però, Flora nasconde la consapevolezza di essere gravemente malata di tubercolosi.
Negli anni ottanta, l'accademico americano Eldon Pike cerca Eleanor Crewe, la sorella minore di Flora, per scoprire come si concluse la vita della poetessa, morta in India poco dopo aver conosciuto Nirad. Eleanor, che ha sposato un inglese ed è diventata una rigida conservatrice, parla malvolentieri con il professore e gli lascia una falsa traccia per seguire le orme di Flora in India. Anche il figlio di Nirad, Anish, è in cerca di risposte e con lui Eleanor si dimostra più accomodante: mostra all'ospite il ritratto realizzato dal padre, uno splendido quadro dipinto in parte in stile indiano e in parte europeo, che convince Anish che Nirad e Flora siano stati amanti prima della morte della donna.

## Produzioni
Dopo un breve rodaggio all'Yvonne Arnaud Theatre di Guildford, Indian Ink debuttò all'Aldwych Theatre di Londra il 27 febbraio 1995. Diretta da Peter Wood e scenografata da Carl Toms, la produzione annoverava fra gli interpreti Felicity Kendal, Art Malik, Niamh Cusack e Margaret Tyzack.
Diretta da Cary Perloff, la pièce debuttò all'American Conservatory Theater di San Francisco nel 1999, con Jean Stapleton, Art Malik e Susan Gibney. Dal settembre al novembre 2014 il dramma andò in scena al Laura Pels Theatre dell'Off Broadway, con Rosemary Harris nel ruolo di Eleanor, e la produzione ricevette due candidature ai Lucille Lortel Awards e un Obie Award per Firdous Bamji, che interpretava Nirad dopo aver interpretato Anish a San Francisco quindici anni prima.